# Lucas Bersamin

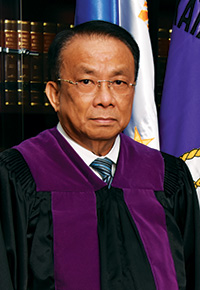
Lucas Bersamin

Lucas P. Bersamin (Bangued, 18 oktober 1949) is Filipijns rechter. Bersamin werd op 2 april 2009 door president Gloria Macapagal-Arroyo benoemd tot rechter van het Filipijns hooggerechtshof als opvolger van Adolfo Azcuna, die in februari met pensioen ging. Voor zijn benoeming in de hoogste rechtbank van het land was Bersamin rechter van het Filipijnse Hof van beroep.
Bersamins familie is een van de machtige politieke families van de provincie Abra. Bersamins vader, Luis Bersamin sr. was gouverneur van de provincie van 1947-1951. Zijn oudere broer, Luis Bersamin jr., was afgevaardigde voor de provincie Abra toen hij in december 2006 werd doodgeschoten in Quezon City. Een andere broer, Eustaquio Bersamin, werd bij de verkiezingen van 2007 gekozen tot gouverneur van Abra.

## Biografie
Bersamin volgde zijn opleiding aan de University of the Philippines en voltooide zijn studie rechten aan de University of the East in 1973. Bij het toelatingsexamen voor de Filipijnse balie (barexam) van 1973 eindigde hij op de negende plek. Van 1973 tot 1986 was hij werkzaam als advocaat in de commerciële sector. In 1986 werd hij door president Corazon Aquino benoemd als rechter in Quezon City. President Arroyo benoemde hem in 2003 tot rechter van het Hof van Beroep. Een van Bersamins zaken bij het hof van Beroep, die de meeste media aandacht kreeg, was de zaak over het bevriezen van de banktegoeden van de voormalig onderminister van Landbouw Jocelyn Bolante. Hij werd beschuldigd van het doorsluizen van 728 miljoen peso aan overheidsfondsen voor bemesting naar het campagnefonds van president Gloria Macapagal-Arroyo voor de presidentsverkiezingen van 2004